# アメリカン・ダッド
『アメリカン・ダッド』（American Dad!）は、Underdog Productions and Fuzzy Door Productions制作、20th テレビジョンが番組販売を行っている、アメリカ合衆国の風刺テレビアニメシリーズである。

## 概要
ファミリー・ガイの制作者セス・マクファーレンと、かつて制作に参加したことのある脚本家マット・ウェイツマンとマイク・バーカーの3人が"en:Animation Domination" に向けて制作・放送された初のオリジナル作品で、初回放送はラインナップの一つとして放送された 。
パイロット版は2005年2月6日、第39回スーパーボウル中継終了30分後に放送されたが、本放送が放送されたのは『ファミリー・ガイ』のシーズン4の初回放送日に当たる2005年5月1日である。
CIAのエージェントであるスタン・スミスとその家族および同居人たちからなる個性的な面々の生活を中心に物語を展開している。
一家は大黒柱たるスタンと、その女房である専業主婦フランシーン、二人の娘である大学生ヘイリーとその弟である高校生スティーブで構成されており、そこにヘイリーの恋人で後に夫となるジェフ・フィッシャー、人間の頭脳を持ったペットの金魚・クラウス、そしてひょうきんなトラブルメーカーである宇宙人・ロジャーがスミス一家とともに暮らしている。
制作統括は、バーカーとウェイツマンが主導しており、このやり方によってほかの似たような作品との差別化が図られているとされている。
同じくマクファーレンが手掛けたファミリー・ガイや The Cleveland Showとは異なり、カットアウェイ・ギャグや、露骨なジョークをひっきりなしに言うようなキャラクターといった意図的なギャグの多用は避けられており 、『アメリカン・ダッド』では登場人物たちを取り巻く環境のおかしさや、ばかばかしさが巧みに描かれている。
マクファーレンが『ファミリー・ガイ』であらゆるポップカルチャーをネタにしたジョークをメインとしていたのとは対照的に、バーカーとウェイツマンは『アメリカン・ダッド』の中で奇怪な概念に基づいた人間の生活に重きを置いたストーリーを展開している。
このアニメにおいて中心となる問題や選択は多くの回でつながっておりその解決方法が粗雑且つ過激なものになっていく過程で笑劇（ファルス、観察コメディとも）が生まれるという構成になっている。そして、番組が不条理になるにつれ、典型的な家族のほのぼのとした物語が見えてくるという仕組みになっている。
アメリカン・ダッドは数多くの賞にノミネートされ、これまでにプライムタイム・エミー賞、アニー賞をそれぞれ2度受賞したことがある。
また、2013年6月には米国作曲家作詞家出版者協会が最も素晴らしいテレビシリーズとしてこの番組を表彰した。
このアニメはこれまでに154話分放送されているが、特殊な放送形態からくる第1シーズンの扱いの問題で、シーズン数の数え方に違いがある。。本項では"Animation Domination" で放送された7話分と、そのあとに放送された16話分を合わせた、計23話分を第1シーズンとして扱う。
2013年9月29日に第10シーズンの放送が始まり現在に至っている 。2013年現在放送中の第10シーズンがフォックス放送での最後のシーズンとなり、第11シーズン以降は内容をリニューアルしたうえでターナー・ブロードキャスティング・システム(TBS)で放送される予定であることが報じられた。
TBSも、第1シーズン(全15話)を2014年後期に放送する予定だと発表した。
日本では2022年3月9日から定額制動画配信サービスであるDisney+のスターブランドにてアメリカ・FOXチャンネル放送分（シーズン10まで）、同年5月11日からTBS放送分（シーズン17まで）の配信をそれぞれ開始した。
ショーの20周年は、2023年2月6日に北米で祝われ、過去19シーズンのシーンのコンピレーションとしてイントロが変更され、主題歌の新しいロックギターの演奏が行われた。ソニー・ミュージックは、ショーの歴史からのミュージカルナンバーをフィーチャーした特別な20周年記念アルバムを出した。バージニア州は、市内に展示されているショーのパイロットエピソードをLEDスクリーンで上映された。
このシリーズは、ワーナーブラザースディスカバリーの合併による削減により、2024年に21シーズンで終了する予定。

## 企画から放送まで
アメリカン・ダッドのアイデアはいつ生まれたのかと尋ねられた際、マクファーレンは「2000年アメリカ合衆国大統領選挙の時、私とウェイツマンはブッシュ政権(en:Presidency of George W. Bush)に対し、文句を言いたくなるほど腹を立てていましたが、その感情をクリエイティブで希望の持てるものに作り替えようという考えに至りました。」と答えた。
2005年2月上旬、バーカーは「1年半ほど前から、セスが僕を呼んでマットと3人で、保守的なCIAエージェントと、その娘であるリベラルな女性を題材とした番組を作らないかと持ちかけてきました。その計画は我々にとってうってつけのもので、万事順調にいきました。」と話した。
2003年9月14日、バラエティは、フォックス放送がアメリカン・ダッドのパイロットを注文し、もしうまくいけば早くて2004年秋に放送することを報じた。その一方で、フォックスは新しい大人向けギャグアニメのラインナップ開設に向けて動き出していた。

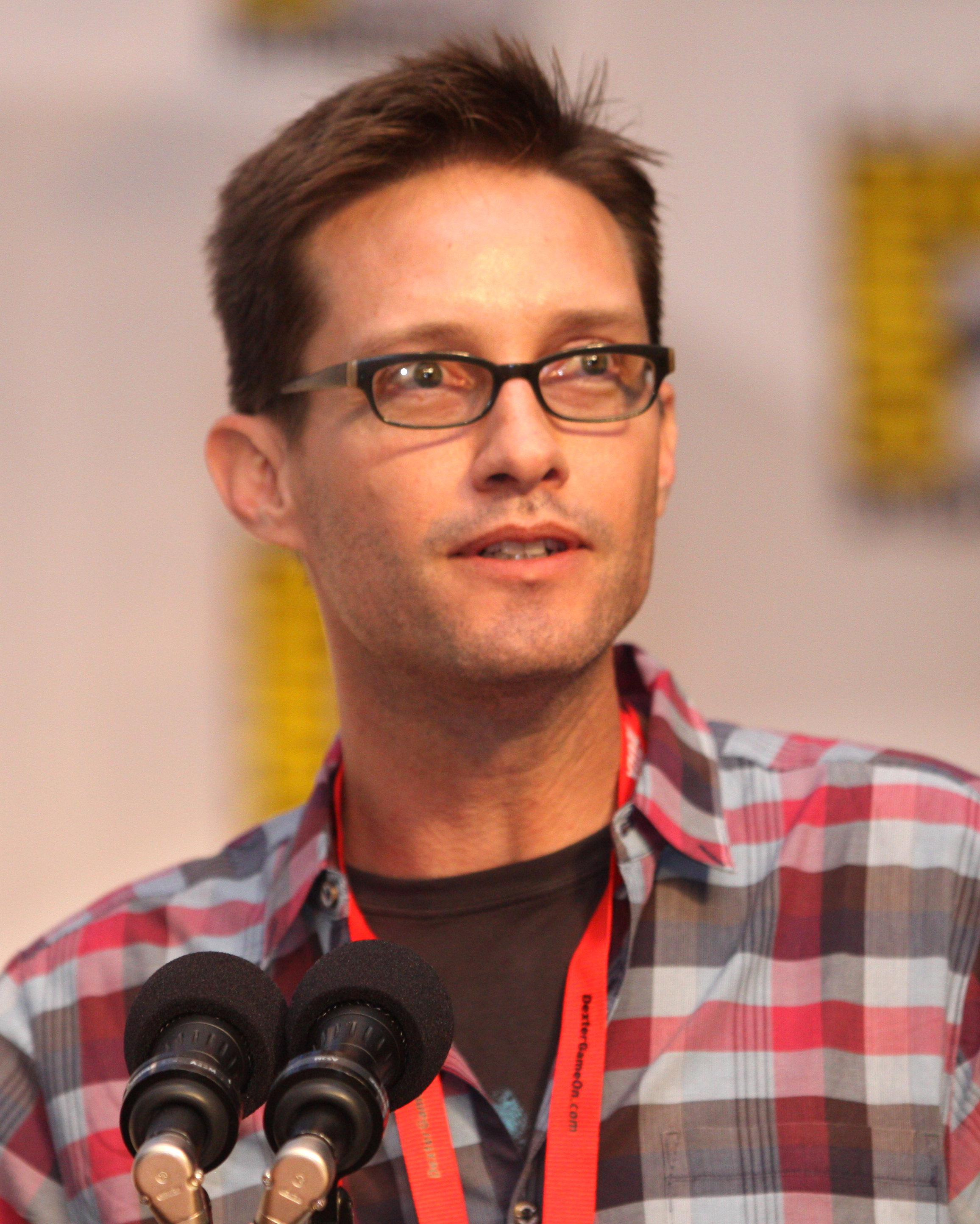
第1シーズンから第10シーズンまで製作総指揮を務めたマイク・バーカー

アメリカン・ダッドはシーズン途中からの放送となり、第1話である "Pilotは、第39回スーパーボウル開催から間もない2005年2月6日に放送された
だが、第1シーズンの残りの回はAnimation Domination の開始に合わせ、2005年5月1日になって初めて放送が始められた。
当初、この番組は、打ち切りになったファミリー・ガイ(1999-2002)の代わりという形で放送されていた 。ところが、アメリカン・ダッド放送開始から3か月後になってファミリー・ガイの放送が再開された。苦境に立たされたアメリカン・ダッドには、個性を確立し、似たような番組との差別化を図らなくてはならないという課題が残された 。
そこで、制作統括としてのマクファーレンの役割を大きく減らし、代わりにバーカーとウェイツマンの二人がその仕事に大きく携わることで、その課題を解決することができた。
最初のころ、この番組の評判は好調だったが、視聴者・批評家双方へ受け入れてもらうのに苦戦した 。
『ファミリー・ガイ』およびその作者であるマクファーレンの人気から、『アメリカン・ダッド』が『ファミリー・ガイ』の二番煎じであるという先入観が放送前から出てきたためである。この番組をファミリー・ガイの味気ない二番煎じだと酷評した批評家も多く、ワシントン・ポストはフォックス幹部が『ファミリー・ガイ』を復活させたことに触れたのち、「…だが、同じ局幹部はマクファーレンに30分のアニメ新番組枠も与え、『アメリカン・ダッド』というくだらない番組が始まることになった。(中略)『アメリカン・ダッド』は見た感じ『ファミリー・ガイ』と大差がないが、時に攻撃的ながらも常に気の利いている『ファミリー・ガイ』には遠く及ばない」と書いたほどだった。
その間、マクファーレンは『ファミリー・ガイ』放送再開に向けて動き出していた。

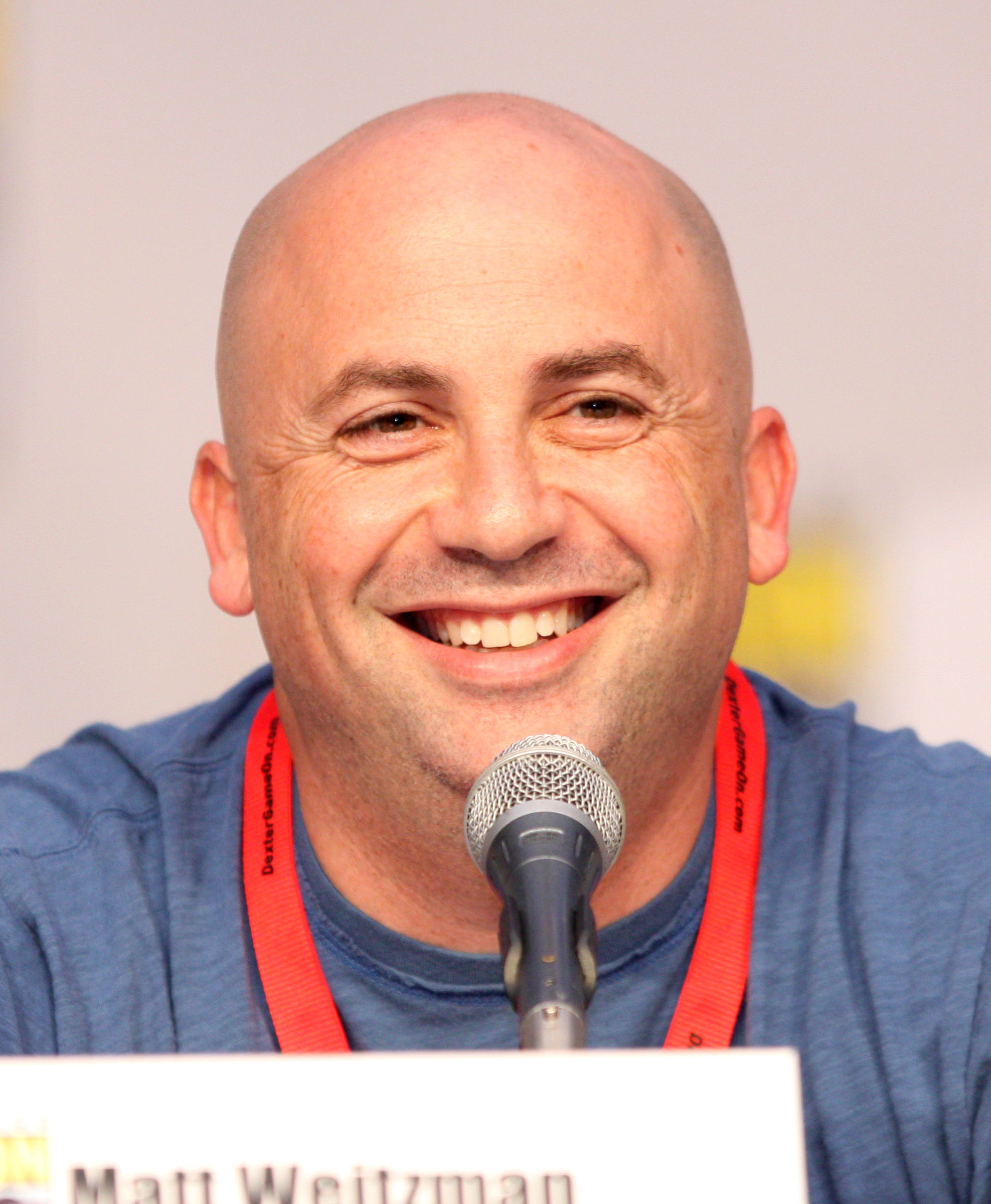
製作総指揮者の一人であるマット・ウェイツマン

実際のところ、初期のアメリカン・ダッドはファミリー・ガイと言うより、コメディドラマen:All in the Familyをアニメ化したような感じに近い 。
政治風刺ものであるいずれの番組も、保守派の頑固な父（スタンはAll in the Familyの en:Archie Bunkerに近い）とリベラルな娘（ヘイリーはen:Gloria Stivicに近い）との間に生じる、主義の違いによる対立を描いている。
また、娘には同じくリベラルな恋人がおり、のちに結婚し、結婚後は娘の両親と同居する点も共通している（ジェフはen:Michael Stivicに近い）。 以上のことから、アメリカン・ダッドの原型は All in the Familyからインスパイアを受けているのではないかと言う指摘がされている。
初期の『アメリカン・ダッド』において、マクファーレンはこの番組をファミリー・ガイと並行したプロジェクトとして考えていた。マクファーレンにとってこの番組はついでであったため、この番組への理解が不十分だった。
当時の彼はあまり番組に入れ込んでおらず、冷やかしついでに参加したようなものだとみなされた。バーカーとウェイツマンも番組とその方向性についての解決策を必死に見出そうとしていた 。

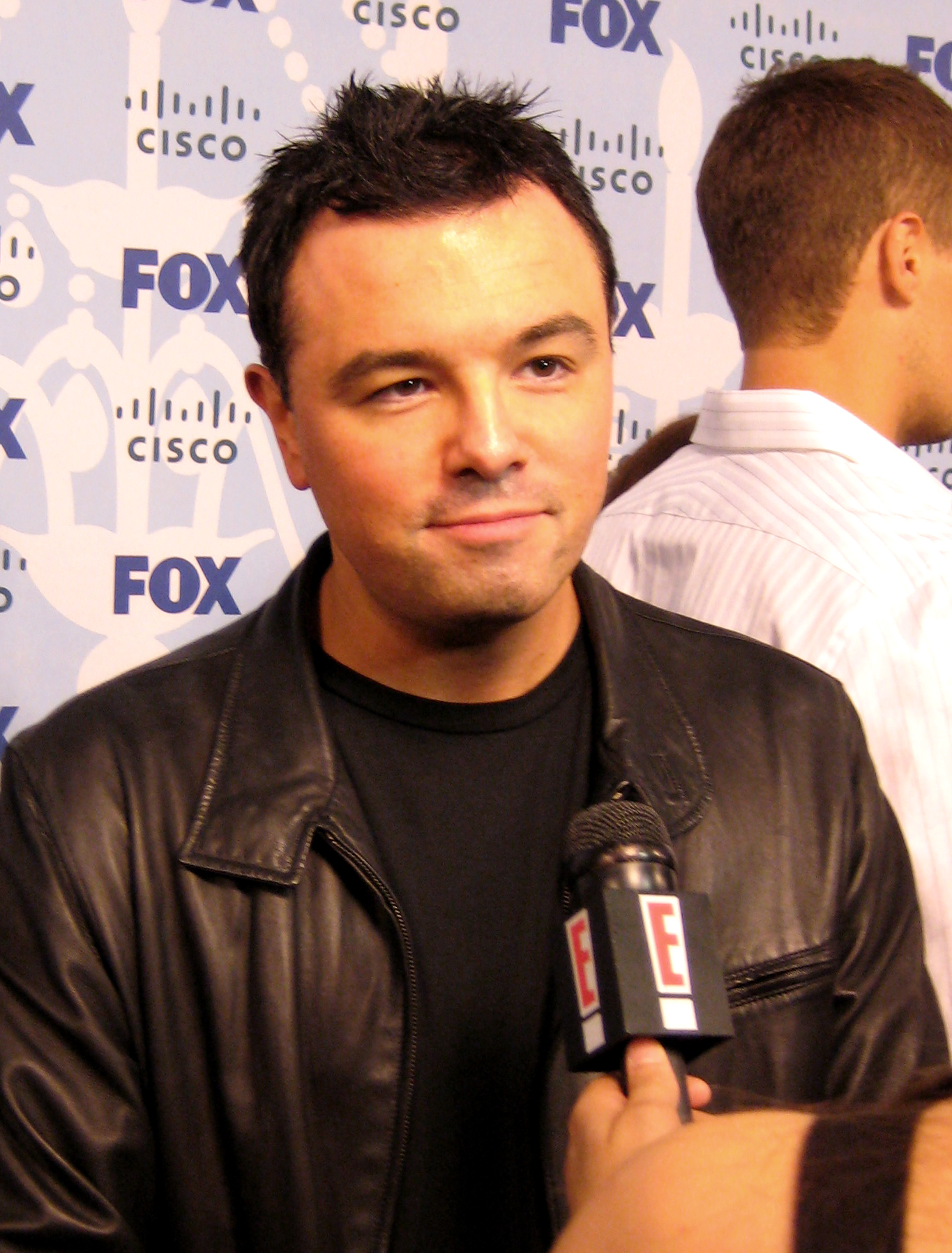
製作総指揮者の一人であるセス・マクファーレン

何シーズンか放送された後、この番組は少しずつ独自のアプローチとアイデンティティを確立していき、当時放送されていたほかの番組との違いをはっきりさせていった
シーズンが進むにつれ、似たような番組との違いははっきりしていき、ついにはプライムタイム枠一奇抜な番組と称されるまでに至った。この番組の個性となったのはシュールレアリスムの重用である。
シリーズが進むにつれ、マクファーレンは2人が独自の表現方法を確立していったことに気付いた。さらに、彼はこの番組が『ファミリー・ガイ』と対照的な性格を持っており、それが視聴者に受け入れられていることにも気づいた 。
最初の数シーズンの後、マクファーレンは『アメリカン・ダッド』を完全に理解して受け入れ、自分がこの作品の大ファンであると考えるようになった。
マクファーレンは自身のツイッターのフォロワーたちの間で、アメリカン・ダッドおよびマクファーレンが演じたロジャーが熱狂的な人気を集めていることに注目し、この番組に多大な時間と労力を費やしたと考えるようになり、ここ最近（2012年秋の時点）のシーズンはこれまで以上にその量が増えたと考えたと話している。
アメリカン・ダッドのコメディのスタイルを説明するに当たり、バーカーは『ファミリー・ガイ』や『サウスパーク』よりパロディの度合いが少ない一方、エゴや満足といった全ての人間に当てはまる状態や感情に由来するものが使われており、それが番組の人気を支える秘訣であることを話した
。

## 設定
スミス一家はバージニア州ラングレ・フォールズ郊外のチェリー通り43番地と言う架空の地域に住んでいる。
ラングレー・フォールズと言う地域の由来は、フェアファックス郡にあるラングレー（スタンの職場であるCIAの本部がある）とグレートフォールズという二つの都市の名前からきている。 
スミス一家の住む二階建ての大きな家には地下室と屋根裏部屋がある。家屋には隠し部屋隠し装備・広い居住スペースがあり、これらの異質な設備は一つのエピソードでしか使われないことがほとんどである。（例： "Of Ice and Men," "The Missing Kink," "The Full Cognitive Redaction of Avery Bullock by the Coward Stan Smith,"）。
また、この家には落とし穴が何カ所もあり、たくさんのアリゲーターが待ち構えているものもあればスタンから"Pit of No Return"と呼ばれているものもある 。
スミス一家の通りを挟んだ向かいには W-ANG-TVという地元のテレビ局でニュースキャスターをしているゲイのカップルである、グレッグとテリーが住んでいる
また、家の近所にはスティーブが通うパール・ベイリー高校がある。

## プロットの技法

### ファルス
このアニメの特徴の一つに主要登場人物に降りかかる問題が、どんどんエスカレートしていった結果手に負えなくなってしまった状況を笑いに転化している事が挙げられる。
たとえば、"en:Home Wrecker" という回では、家の改装のことでスタンとフランシーンが仲たがいする。一度家を二つに分割してそれぞれの好きな風に改装しようということになったが、それでも納得できず、二人はたがいに追い出そうと企みを張り巡らしあい、結局巨大なブロック塀を立てて文字通り家を真っ二つにすることになった。それぞれの家は離れているという扱いになっており、残りの者たちは一方の家で休日を過ごした後、もう一方の家で過ごさざるを得なくなった。
"Stan's Food Restaurant," という回の場合では、新しくレストランを開きたいというスタンの頼みをロジャーが聞き入れるところから始まる。計画が進むにつれて、ロジャーが店の外装を大幅に変えてしまい、とうとうスタンを追い出してしまう。追い出されたスタンは、ロジャーのレストランのそばに新しく店を建て、大成功を収めた。ロジャーは仕返しと言わんばかりにスタンの店を爆破し、その際自分の店も一緒に吹き飛ばしてしまった。殺してやるとすごむスタンの頭に銃を突き付け、ロジャーが落ち着けというところでオチがつく。

### シュールレアリスム
このアニメのプロットはシュールレアリスムとナンセンスに満ちている。
登場人物に降りかかる出来事や彼らを取り巻く状況、そして彼らのの言動は、奔放なまでに不条理でナンセンスで非論理的である
その例として、変装好きのロジャーが身体的特徴まで著しく変えてしまう時があることが挙げられる。
たとえば"Spelling Bee My Baby"という回で変装する際、彼は自らの顔を広げ、体のほかの部分が見えるようにし、『ブクブクに太った人がハワイアンの服装をした』ような姿になった。
前述のStan's Food Restaurantでロジャーは、しわだらけの老サラリーマンに扮装した。
シュールさが目立つかはほかにもあり、"Hurricane!"で獰猛な熊がスミス家に流れ着いた際、スタンが様々な方法をためし最終的には銛で熊をやっつけようとして誤ってフランシーンを刺して、そのまま壁に打ち付けたのを見た熊が、ジト目で首を横に振った場面が挙げられる。
"Why Can't We Be Friends?"という回で、覆面をしたロジャーがジェフを待ち伏せたり金を盗んだり強姦しようとして返り討ちに遭う場面の背景が薄暗くて危なっかしいゲットーの路地のようになっていた 。
"The Missing Kink,"という回では、スティーブと金魚のクラウスが1対1のバスケットボールに興じ、11対10と言う僅差でスティーブが勝利する場面があった。また、この回ではスミス家の地下で一家の友人・知人がパーティーやバカ騒ぎをする場面があった。
そして、The Full Cognitive Redaction of Avery Bullock by the Coward Stan Smithという別の回では、スミス家のそばの土地の地下に中央管理室があることが明かされた。この部屋のドアは草でおおわれており、外からではわかりにくくなっている。この部屋の中には最新鋭の設備が備わっており、例えばスタンが手を伸ばすと地面から部屋に入るための掌紋を読み取るための装置が伸びてくるという仕組みになっている
話の脱線
番組内で使用されるシュールな要素として、脱線ギャグがある。
かつてこのやり方は、番組内のプロットが、その回とは無関係の人物によって主題からそれた時に用いられた。
このやり方は、メインキャラクターに焦点があてられた後、先ほどまで出てこなかった本筋とは直接関係のない人物によって締めくくられるという形で用いられた。
たとえば、シーズン1の"Homeland Security"という回の場合、メインキャラクターの行動に焦点があてられる中、黄金と化したロジャーの排泄物を手に入れた、知らない人々の運命についての描写もなされている。
また、"The Missing Kink"では、本筋に交じって、薬物中毒の鳥と、フランシーンが鳥のさえずりの内容を理解して応答する能力を持っていることについて描写されている。

### プロットのひねり・予想外の出来事
この番組は、キャラクターの行動や番組の構成そのものを通じて、プロットのひねりをきかせたり想定外の出来事を起こしている。。
例えば第9シーズンの "The Full Cognitive Redaction of Avery Bullock by the Coward Stan Smith,"という回の場合、スティーブが学校でのいじめについてロジャーに相談するところから物語が始まる。スティーブはロジャーが（変装の一環として）自分の問題は自分で解決するという考えを見抜くことができたため、ロジャーはスティーブをだますことにした。
彼はStelio Kontosを問題解決のための助っ人として雇ったのではなく、元々スティーブを虐めていた人物と一緒にスティーブを虐めてもらうために雇った。
"en:The Vacation Goo"という別の回では日曜の夜に家族そろって夕食をとることができ無かったフランシーンが不満を漏らすところから物語が始まる。
家族旅行に行こうというスタンの案により、一家はマウイ島での休暇を楽しんだ。だが、ロジャーがある装置の電源を落としたことで、スタンが毎年家族旅行を疑似体験させていたことが明らかになった。
本物の家族旅行に行かせてというフランシーンの要望にスタンは応え、今度はスキーに行き、それからイタリアへ家族旅行に行った。だが、それもまやかしで、彼らは最初からその装置のところにずっとおり、しかも子供たちも別々にその装置に入れられていたということが明らかになった。
また、 "en:Spelling Bee My Baby"という回では、スペリング・ビー（つづり字）の大会の場で、タイラー・ペリーのメイデイものの映画のタイトルをつづるはずだったスティーブが同じく大会に出場していた暁子への愛を告白するためにわざと間違える場面がある。

### ストーリーアーク
この番組内で多用される技法のひとつにストーリーアークがあり、この技法は、複数回にわたって一つの状況が続き、発展・変化していくというものである。
たとえば、ヘイリーがジェフと一時的に破局した際、その状況は複数回にわたって続き、その間、都会的なふるまいが特徴的な、黒人男性の脳が移植されたコアラ・レジナルドとも付き合っていたこともあった
また、別の例として、 "Naked to the Limit, One More Time"に端を発するジェフの不在がある。
この回で、ロジャーは里帰りをするために宇宙船を用意していたが、ジェフを宇宙船の中へ投げ入れた際、その宇宙船は事情を知らないジェフを乗せたままロジャーを置いて発進してしまう。
ジェフは"Lost in Space"でロジャーの母星にたどり着くまでの間しばらく番組に登場しなかった。
これらの回の間に放送された回では、ジェフの不在に関する言及があった。たとえば、 "Spelling Bee My Baby"という回では、ヘイリーがジェフの帰還を待つ場面があった他、彼女がロジャーとスタンのテニスの審判を務めてくれると考えた二人が、大急ぎで悲嘆過程を通そうとする場面があった 。
第9シーズン（2012年-2013年）の時点で、ジェフはいまだに地球に帰還していない。
このアニメのストーリーアークが取り上げられることについて、共同制作者のマイク・バーカーは以下のように話している
我々は継続性のルールに従っているまでです。我々はキャラクターが結婚してどこかへ行ったきり二度と帰ってこないというような大きな変化をもたらす話は控えるようにしています。そのようなことをした場合、番組に大きな変化が生じ、視聴者は当分その変化を受け入れなければなりません。ですから、ストーリーアークと言うのはただ単なる投げっぱなしではないということの証明なんです。後になっても残るからこそ、ストーリーはかなり力強くなるでしょう。リセットボタンを設けるだけのものではありません。

### 殺人ネタ
この番組で用いられるユーモアは、キャラクターたちが生命の危機に瀕したり精神的に追い詰められた状況を笑い飛ばすものが多い 。
"en:A Ward Show" という回では自殺や殺人に関するユーモアが多く、旅行に出かけているスタンとフランシーンの代わりにロジャーがスティーブの後見人になった際、スティーブいじめの復讐として先生たちの車に爆発物を取り付けて皆殺しにした。
その後、ルイス校長がスティーブを助手席に乗せた際、校長はグランド・キャニオンへ無理心中をしに行くことを明かした。グランド・キャニオンまで駆けつけたロジャーの愛により、車は宙を舞ったが、反対方向から同じ目的で突っ込んできた車と空中衝突した（なお、反対方向から来た車を運転していたの白人の男性で、助手席に座っていたのは黒人の少年である。）。 
また、 "en:Da Flippity Flop," という回で、ロジャーは自分のジムに契約させるために、スティーブに向けたいやがらせとして留守番電話の応答メッセージを残す。その中でロジャーはひったくりをたびたび行い、あおり運転で3人を死なせ、裁判所に来た際、携帯電話を切るように注意された腹いせとしてその場にいた人々に向かって銃を乱射したことを明かしている。

### 下ネタ
この番組で多用されるユーモアの中には、下品なものもあり、視聴者に強い不快感を与えたりショックを与えることがある。
制作者たちは、嘲笑と侮辱が結びついた笑いは、この番組を面白くするのにもってこいであると話している。例えば第9シーズンの "Can I Be Frank With You"では、看護師がロジャーの体内に水を注入するために彼の臀部に手を入れる場面があり、彼の肛門/直腸に生きたネコが住み着いているのが見つかった。ロジャーはマッサージを受けるために、ネコをおとなしくさせたうえで体の外に出した 。
また、"en:The Scarlett Getter" という回はスティーブが姉のパンティーを身に着けているときに幸運が起こるという内容になっている。
このような下ネタの中には近親相姦を想起させるものもある。
これまでにスタンは自分の子供たちの前で尻を見せただけでなく、触らせたこともあった 。
"Great Space Roaster,"という回で、スタンはスティーブに「スティーブ、ちょこっとだけ見るってのは無しだぞ。もしこの中にあるそいつを見たかったら、別にいいんだぜ。俺はお前の父親だからな。」と話している。
"Why Can't We Be Friends?" という回で、スタンに叱られたスティーブがそっぽを向いて歩き去ろうとした際、スタンはスティーブの尻に見入っていた。
また、"en:Pulling Double Booty"という回でヘイリーは自分の遺伝子上の父親にあたる男性と性交した。フランシーンはその男性をスタンと見間違え、不快そうにその場を去った。
スタンはその人物が自分の影武者であるCIA職員・ビルであることを明かした。だが、ビルがヘイリーを捨てた場合、ヘイリーはビルを殺すだけでなく、ロジャーを強姦したり近所に迷惑をかけたることが予測された。
4人で海岸に出かけたとき、スタンはビルに、フランシーンの性的欲求について話し、フランシーンと性交したいという思いをそそらせた。
その後、スタンはビルを追い出し、スタンはビルに成りすましてヘイリーとともにドライブへ出かけた。その際、ヘイリーは自分の実の父を口説こうとしていた。

## 登場人物

### スミス家
スタン・スミス(Stan Smith)
声 - セス・マクファーレン
本作の主人公。スミス家の大黒柱。
体格は良く、巨大な割れ顎が特徴。常に星条旗バッジの付いたブルーのスーツを着用する。
実はハゲで常にかつらを着用してる。
異常なほどの外国人嫌悪で保守派。仕事はCIAの「副副長官」を務める。
基本的には家族に優しい良き父親なのだが、前述のアメリカ至上主義や保守的思考のおかげで色々なトラブルを巻き起こしてしまう。
ペンシルバニア州、フィラデルフィア出身。
フランシーン・スミス（en:Francine Smith）
声 - ウェンディ・シャール
スタンの妻である専業主婦で、普段は夫・家族思いの賢母だが、結婚前は荒れていた時期があり、時々常軌を逸した行動を取る。
出生後実の両親によって空港に捨てられ、カトリック系の孤児院に入れられた。元々左利きだったが、周囲からの矯正もあり右利きになった。
また、引き取ってくれた養父母が中国系だったため、中国語の会話も可能である。
ヘイリー・スミス（Hayley Smith）
声 - レイチェル・マクファーレン
スタンの娘。大学生にして平和活動家。銃が大好きなスタンとよく反発するが、基本的にはパパ思いである。
スティーブ・スミス(Steve Smith)
声 - スコット・グライムス
スタンの息子。女子にモテたいと常々考えているが、実際はさえない高校生である。
ロジャー（Roger）
声 - セス・マクファーレン
スミス一家と同居しているエイリアン。捕らえられていたエリア51から脱走を試みた際に、スタンに見つかるが、他の職員が投げた手榴弾からスタンの命を救ったことで、一緒に暮らすことになった。外出する際は、エイリアンであることを世に知らされてはいけないので、変装する必要がある。その種類は、DJからおばあさんまで多岐に渡る。ただ家族メンバーには変装していてもすぐ知られている。スタンと並ぶトラブルメーカー。
クラウス(Klaus Heissler)
声 - ディー・ブラッドリー・ベイカー
スミス一家に飼われている小さな金魚。オリンピックが開催される直前、アメリカ政府がドイツのスキージャンプ選手に金メダルを取られないようにするために、CIAがその選手の脳はそのままにして肉体だけ金魚に変えたために今の姿になっている。そのため、ドイツ訛りではあるが英語を話すことができる。また子供向けのテレビ番組「ガーノットとシュトルーデル」が好き。
ジェフ・フィッシャー(Jeff Fischer)
声-ジェフ・フィッシャー
ヘイリーのボーイフレンドであるヒッピーの青年で、のちにヘイリーの夫になった。ロジャーによってマザーシップに誘拐されたことで、ヘイリーは精神を病んでしまった。マザーシップからは脱出はできたものの、地球に帰る方法を模索中。

### CIA関係者
エイブリー・ブロック
声-パトリック・スチュアート
CIA副長官でスタンの上司。
ジャクソン
声-マイク・ヘンリー
スタンの同僚。
ディック・レイノルズ
声-スティーヴン・ルート(2005年から2007年)、デヴィッド・ケックナー（2007年以降）
スタンの同僚。
レジナルド・ザ・コアラ
声-ドン・フリラブ（2009年）、エリック・ダービン(2010年以降)
クラウス同様人間の頭脳を持ったコアラ。元々はホームレスだったが温かい食事目当てにCIAの実験に協力した。
サンダース
スタンの同僚。

### 近隣住民
グレッグ(Greg Corbin)
声-セス・マクファーレン
ラングリー・フォールズのテレビ局 W-ANG-TVのキャスターを務める男性で、スミス家の道路を挟んだ向かいに住んでいる。
パートナーであるテリーとはちょっとした口げんかをしたりいちゃついたりすることもある。

テリー（Terry Bates）
声-マイク・バーカー
グレッグ とともにニュースキャスターを務める男性で、私生活ではグレッグのパートナーである。
リビー(Liberty Belle “Libby” Corbin-Bates )
コービンとベイツの養女で、代理母はフランシーン。
誕生直後、ゲイが子供を育てることに反対したスタンによってさらわれ一時はネブラスカまで連れて行かれたが無事返された。
名前の由来は自由の鐘より。
リンダ・メマリ(Linda Memari)
声： en:Megyn Price
スミス家の近隣に住むイラン系アメリカ人の女性で、フランシーンの親友でもある。
ボブ・メマリ(Bob Memari)
声： ロン・リビングストン)
リンダの夫で、オハイオ州出身。
"en:Homeland Insecurity" で出自故妻ともどもテロリストとして疑われていることが明らかになった。
チャック・ホワイト( Chuck White )
声：マイク・バーカー
スタンと仲の悪い住民。娘のベッツィー(Betsy)を溺愛するあまり、体育を強要したり、悪い虫がつかないようにと彼女から異性を遠ざけたりと過保護な言動が目立つ。
バックル(Buckle)
声： Matt McKenna)
スミス一家が出会ったマウンテンマン。スミス一家についていき、ヘイリーをさらって嫁にしようと思ったが、スミス家の策略により、シャーリーと結ばされた。
"en:An Incident at Owl Creek"という回で妻とともにスミス家の近所に越してきた。
また、"Best Little Horror House in Langley Falls," という回で、かつてバックルが en:Walt Disney Imagineeringで勤務した経験があることが明らかになった。
キャラクターのモデルは実在のマウンテンマンであるジェームス・グリズリー・アダムス
シャーリー・ロズバーグ(Sharri Rothberg)
声： リサ・エデルシュタイン
ロジャーがミキサー目当てにユダヤ人専門のデートサイトで出会った女性。
Crate and Roundish Cylinderという小売店で結婚祝いを買う時に彼女の本性が現れ、ロジャーに不愉快な思いをさせた。
結婚式当日目的を果たしたロジャーに捨てられた後、バックルと結婚し、今度は彼を困らせた。
"en:An Incident at Owl Creek"という回で夫婦そろってスミス家の近所に越してきた。
セルゲイ・クルグロフ（Sergei Kruglov,ロシア語: Серге?й Круглов)
声：en:Steve Hely
レニングラードの狼という異名を持つ元KGBエージェント。
1988年スタンと同時に敵国に囚われていた。
ベルリンの壁およびソビエト崩壊後、妻には逃げられ、息子は犬用ハロウィンの衣装を販売する企業を立ち上げた。
スタンの息子をさらい共産主義者として育て上げようというたくらみから、ラングレー・フォールズに引っ越し、かつて Hallworthyという人物（故人）が住んでいた家に住んだ。
Red October Skyでは、共産主義者育成計画の一環として、スティーブのモデルロケット作りを手伝った。スタンが戻ってきたところでスティーブにとって有利な状況になった一方、今度はバリーのロケット作りを手伝い、バリーは学校のロケットコンテストで優勝した。
ドノヴァン牧師(Father Donovan)
声：マーティン・マル
スミス家が行く米国聖公会の教会に勤める牧師。
Al Tuttle
声：リチャード・カインド
スミス家の近所に住む人。
Homeland Insecurityではあまりにもおしゃべりが過ぎたため、耐えかねたスタンが近所を6，7回ほどまわった。スタンが降参する中、フランシーンは彼の妻の死が彼のおしゃべりの原因であることを突き止めた。
"en:Don't Look a Smith Horse in the Mouth," では孤独のあまりブクブクに太るが、スティーブと友人たちの活躍もあり親切で楽観的な性格が戻った。（ただし体格は太ったままである）

### パール・ベイリー高校教職員および生徒
スティーブンが通う高校。学校名はパール・ベイリーという実在の女優の名前に由来している。
エレン・リッグス
声：アンジェリカ・ヒューストン
パール・ベイリー高校の教育長。
ブライアン・ルイス
声：ケビン・マイケル・リチャードソン
スノット・ロングスタイン
声:カーティス・アームストロング
スティーブの親友である、髭とニキビ面が特徴のユダヤ人。一時はブロマンスに発展したことがあり 、 "License to Till" ではスティーブとのキスシーンが2回もある。
吉田 俊（とし）
声：鈴木大介
スティーブの友人である日系アメリカ人。英語はきちんと理解できているが、なぜか日本語を話す。（番組中で日本語を話す際は画面上に英語の字幕が出る）
バリー・ロビンソン
声：エディ・ケイ・トーマス（通常時）、クレイグ・ファーガソン（邪悪な面が出たとき）
スティーブの知人である太った少年で、スティーブからはよろしく思われていない。たどたどしい喋り方をするが、これは精神治療の結果そうなったのであり、邪悪な面が出ることがある。
吉田 暁子
声：グレイ・デライル
俊の実妹で、兄の通訳を務めることもある。
デビー・ハイマン
声：リジー・キャプラン
太ったゴス少女。
リサ・シルバー
声：カルメン・エレクトラ（パイロット版）→エリザベス・バンクス
パール・ベイリー高校一人気の高い美少女であるチアリーダー。
ヴィンス・チャン
声-ジョン・チョー
パール・ベイリー高校水泳部部長を務める一方、よく他者を虐める。

### ジャックの親類
ジャック・スミス
声-ダラン・ノリス
スタン、ラスティ、ニコラスの父。
ベティ・スミス
声-スージー・カーツ
スタンの母で、ジャックの元妻。
ラスティ・スミス
声-ルー・ダイアモンド・フィリップス
スタンの片親違いの兄弟で、母親はチェロキー族出身の女性。毎年感謝祭になると一家そろってスタンの元を訪れる。

### フランシーンの親類
リン夫妻
声-ツィ・マー(父)、エイミー・ヒル（母）
フランシーンの養母である夫婦。外国人嫌いであるスタンからはあまりよろしく想われていない。
夫妻にはフランシーンのほかにグウェンという養女もいる。
ニコラス&カサンドラ・ドーソン
声-ジェフ・ペリー（ニコラス）
フランシーンの実の両親。

### その他登場人物の親類
ヘンリー・フィッシャー
声-クランシー・ブラウン
ジェフの実父。
タンク・ベイツ
声-ケビン・マイケル・リチャードソン
テリーの実父で、元ワシントン・レッドスキンズの選手。

## オープニング
オープニングはシーズン3と4を境に変更されている（曲は変更されていない）。
オープニングの内容は次のようなものである。
シーズン1～シーズン3
スタンがパンツ姿でベッドから飛び起き、マッチョポーズを披露する。その後寝室の窓を開けて外を眺める。着替えたスタンは食堂にいる家族全員を抱き上げるが、皆驚いたような表情をしている。玄関に向かって新聞を手に取って読んだ後（この後すぐに投げてしまう）、マット体操の技をこなしながら車に乗り込み、家族に手を振ってCIAに向かう。到着後は星条旗を背景に女声のコーラスで "Good Morning USA!"が流れるとともに、本作品のロゴマークが表示される。
シーズン4以降
スタンがパンツ姿でベッドから飛び起き、マッチョポーズを披露する。着替えて階段を降り、自由の女神とイエス・キリストが描かれた絵を見る。その後、家族から仕事に必要なものを順にもらう。ヘイリーからは（必要であるとは言えないが）ハグをした際にヒッピーの象徴ともいえるピースマークが描かれた付箋のようなものを背中に貼り付けられ、スティーブからアタッシュケースと敬礼を、フランシーンからは拳銃とキスをもらい（この後フランシーンともハグをするが、その際に先ほど貼り付けられたピースマークをはがしてくれる）、最後にクラウスの尾びれのキックで車用と思われるカギを受け取る。シーンはすぐに車内へと変わり、スタンが軽快に歌っていたところを車の中にいたロジャーに邪魔をされ、手でロジャーの頭を引っ込めさせる（この時もロジャーは変装をしており、エピソードごとに変わる）。CIAに到着後、星条旗に車をぶつけてしまい、恥ずかしそうな目で敬礼をしながら、これまた星条旗を背景に女声のコーラスで "Good Morning USA!"が流れるとともに、本作品のロゴマークが表示される。
基本的にこれらのオープニングが流れるが、"Intro Fail" などと呼ばれる変更が加えられたオープニングも多数存在する。
シーズン3エピソード14
新聞を手に取るシーンで、見出しがいつもと違い、"ALIEN SPOTTED!（エイリアン発見！）"という文字がロジャーを背後から写した写真とともに載っていた。すぐに音楽が止まり、驚いたスタンがロジャーに見せに行くと、ロジャーはそれほど真剣にとらえていなく、それどころか自分の写真をみて面白がっていた。
シーズン10エピソード3
ロジャーの頭を引っ込めさせるシーンで、スタンがロジャーが何も変装を施していないことに気づき、急いでCIAをUターンして、ロジャーを叱るが、ロジャーは言い訳を作る。
シーズン10エピソード9
クリスマススペシャル。進行そのものに変更はないが、
- 外で雪が降っている。
- 家族メンバーや外の通行人が厚着をしている。
- 家の「壁」にプレゼントボックスのようなものが飾られている。
- ロジャーは（クリスマスを意識してか）イエス・キリストの変装をしていた。

などの作画に関する変更点が見られた。
シーズン13エピソード16
車内のシーン、ロジャーが歌うはずのパートでロジャーが現れず、自信のない声で直前の "Oh boy it's swell to say..." をもう一度歌ったがロジャーは現れなかった。停車してロジャーに対して怒りをあらわにしていると、横から車に乗ったアヴェリーが現れ、スタンのいつもの「駐車場所」を取ろうとしていたが、よそ見運転で勢いよくぶつかり、車から体が投げ飛ばされた。
シーズン13エピソード16
起床シーン。スタンが歌い出そうとした際に外からパトカーのサイレンやヘリコプターの飛行音が聞こえたために外を見ると、奥に見える複数の高層ビルから火が出ており、フランシーンがニュース速報をみていた。その後、スタンはもう一度外を眺め、泣きそうな声で "Good Morning, USA....."と歌った。
シーズン15エピソード7
乗車直前のシーン。スタンがドアを閉めても車内のシーンに移り変わらず、家の中でスティーブが "Go To School Song （学校に行く歌）" を歌いながら、父親同様、家を出て行った。
シーズン15エピソード7
起床直後のシーン。歌い始めた後にまだ寝ているフランシーンに静かにしてほしいと怒られ、ほそぼそとした声で歌いながらカメラ外に消えていった。

## エピソード

### 幻のパイロット版
このアニメの第1シーズン第1話は"Pilot"というタイトルだが、厳密にはパイロット版ではない。
マクファーレンらがフォックスが持ち込んだ実際のパイロット版は、この回の最初の6分間のもとになったアニメーションであり、この映像自体はテレビ放送されることがなかった。
台詞やシナリオの展開はテレビ版第1話と大差ないが、パイロット版は線が荒くキャラクターの服装も大雑把で、色付けもいい加減である。
また、スティーブの外見や性格がテレビ版と異なっており、声優もスコット・グライムズではなく、リッキー・ブリットが務めていた。

### キャラクター像の変遷
このアニメは前述の"幻のパイロット版"から大きく進化を遂げた要素もある。以下はその一例である。
1. 制作陣はスタンとヘイリーの間で交わされる政治的ジョークの面白さが当初予想していたよりもすたれやすいことにすぐに気が付いた。共同制作者であるマット・ウェイツマンは、「二人の関係に変化をもたらすことはありますが、第1シーズンのような関係になることはないかと思います。それに、政治ネタはしばらくするとつまらなくなりますし、それだけに頼らないこの番組は本当に成熟したと言えます。」と話している[11]。
2. この番組の中でロジャーは変装したうえで自由に外出することができ、それが笑いをもたらしているが、初期案では日がな一日家にいて、スミス家の生活についていろいろと口を出す、アルフのようなキャラクター像だった。しかし制作陣は「ただ家にこもらせていては面白くない。様々な人々と交流することにより、もっと番組が面白くなる」と考えた。その結果、ロジャーの変装が多様化し、毎回登場するゲストに近い役割を果たすようになり番組の面白さが増したと、制作陣は考えている[11]。
3. 幻のパイロット版の節でもふれたように、スティーブのキャラクター像は2度にわたって変更があり、その結果彼のキャラクター像は3つ存在することになる。当初のデザインはパイロット版のみで使用された。第1シーズン第1話でデザインが変更された結果、スティーブはそのパイロット版より体格が大きくなり、オタクっぽさが抜けた。何話か放送された後、スティーブのデザインは再び変更され、その結果より性格が丸くなり、かつ感情表現も豊かになった上かわいらしくなり、 スタンの男らしさ(マチズモ)とは対照的な存在になった[42]

### ターナー・ブロードキャスティング・システムへの移転
2013年7月16日、フォックス放送は、アメリカン・ダッドを打ち切り、第10シーズンがフォックスでの最後の放送になることを発表した。その直後、ターナー・ブロードキャスティング・システム(TBS)が2014年7月にアメリカン・ダッドの第11シーズン（全15話）を放送する予定であることを発表した。
現在、TBSはアメリカン・ダッドの再放送をシンジゲート放送で行っている。TBSへの移転について、バーカーは放送局が違っても中身は変わらないと話している。また、バーカーは長年彼ら制作陣が夢見ていたタイラー・ペリーとのクロスオーバーを行うためにTBSへ移ったと冗談を言った 。
実際のところ、TBSへ移った理由は、 "Animation Domination"において新しい番組のための枠をつくるためである。
アメリカン・ダッドの後継にはマクファーレンが携わっているBordertownというアニメが選ばれることが報じられ、2014年から15年のシーズンに放送されることが決定している。

### マイク・バーカー降板
2013年11月4日、マイク・バーカーが創作上の不一致からくる制作の行き詰まりを理由にこの番組の制作から外れることが発表された。
バーカーはこれまでに共同制作者/ショーランナーとしてウェイツマンとともに10シーズン分の制作に携わってきた。バーカーの降板が報じられたのは、TBSでの放送が2014年7月に決定し、それに合わせて第11シーズンが制作され始めたころであり、ウェイツマンが単独でショーランナーを務めることになった。
バーカー自身は20世紀フォックステレビジョン全体と契約を結んでおり、フォックス側に残ることになっている。

## スタッフ
- セス・マクファーレン：プロデューサー・脚本・製作総指揮
- マイク・バーカー：製作・脚本・製作総指揮
- en:Matt Weitzman：製作・脚本・製作総指揮
- デヴィッド・ザッカーマン：脚本・共同製作総指揮
- en:Rick Wiener：脚本・共同製作総指揮
- en:Kenny Schwartz：脚本・共同製作総指揮
- en:Crystal Khan：脚本・プロデューサー
- Mike Shipley：脚本・共同製作総指揮
- en:Jim Bernstein：脚本・共同製作総指揮
- en:Steve Hely：脚本・ストーリー・エディター
- en:Brian Boyle：脚本・プロデューサー
- クリス・マッケナ：脚本・ストーリー・エディター
- en:Matt McKenna：脚本・ストーリー・エディター
- en:Dan Vebber：脚本・スーパーバイジング・プロデューサー
- en:Jon Fener：脚本・スーパーバイジング・プロデューサー
- en:Josh Bycel：脚本・スーパーバイジング・プロデューサー
- en:Dave Locke：脚本・スーパーバイジング・プロデューサー
- en:John Fitch：プロダクション・エディター

## DVD
| DVD                       | 発売日        | 発売日        | 発売日         | Ep # | BBFC/IFCO/OFLC でのレイティング | 備考 |
| DVD                       | リージョン 1  | リージョン2   | リージョン4    | Ep # | BBFC/IFCO/OFLC でのレイティング | 備考 |
| ------------------------- | ------------- | ------------- | -------------- | ---- | ------------------------------- | --- |
| Vol. 1                    | 2006年4月25日 | 2006年4月24日 | 2006年5月24日  | 13   | 12/15/M                         | "Animation Domination" で放送された7話分と"Pilot" から"Stan of Arabia: Part 2"までが収録された3枚組のDVDBOX。特典としてコメンタリ、短編映画、予告CMが収録されている。 リージョン2・4ではVolume表記ではなくシーズン1としてリリースされたが、イギリスではアメリカに合わせてVolumes 1から3として発売された。 リージョン2では元々特典は存在しないが、特典が削除されたと誤解されている。                                           |
| Vol.2                     | 2007年5月15日 | 2007年5月28日 | 2007年5月21日  | 19   | 12/15/M                         | 第2シーズンの後半10話と、第3シーズンのうち、"Stannie Get Your Gun"から "The Best Christmas Story Never"までが収録された3枚組のDVDBOX。特典として全話コメンタリ、、未公開シーンなどが収録されているまた、 "Tears of a Clooney"の無修正版音声も収録されている。 |
| Vol.3                     | 2008年4月15日 | 2008年5月12日 | 2008年5月14日  | 18   | 15/15/M                         | 第3シーズンの 後半10話と、第4シーズンのうち、"Bush Comes to Dinner"から "Frannie 911"までが収録された3枚組のDVDBOX。（ただし、"The Most Adequate Christmas Ever" は収録されず）特典として全話コメンタリ、無修正音声、テーブル・リード、未公開シーンなどが収録されている。 Vol.3リージョン2と4ではピー音の入ったオーディオ・コメンタリは存在しないが、これは変換時のエラーにより一部の回の修正機能が作動しなかったためである。 |
| Vol.4                     | 2009年4月28日 | 2009年4月20日 | 2009年4月18日  | 14   | 15/15/M                         | 第4シーズンのうち、後半8話と"en:The Most Adequate Christmas Ever"、第5シーズン前半6話が収録された3枚組のDVDBOX。特典として全話コメンタリ、ストーリーボード、アニマティックス、未公開シーン、無修正音声（オプション）等が収録されている。リージョン2のバックカバーに誤字あり。 また、Vol.4のDVDには "en:Phantom of the Telethon"の宣伝文がかかれているが、この回はVol.5に収録された。                                          |
| Vol.5                     | 2010年6月15日 | 2010年6月14日 | 2010年11月3日  | 14   | 15/15/M                         | 第5シーズン後半14話分が収録された3枚組のDVDBOX。特典として全話コメンタリ、未公開シーン、ミニゲームが収録されている。 |
| Vol.6                     | 2011年4月19日 | 2011年6月27日 | 2011年7月13日  | 18   | 15/15/M                         | 第6シーズン全18話が収録された3枚組のDVDBOX。特典として一部の回のコメンタリ、未公開シーン、"en:Rapture's Delight"メイキングが収録されている また、宣伝では完全無修正を謳っているが、Home Adrone", "My Morning Straitjacket", "G-String Circus"のピー音は残ったままである。 |
| Christmas with the Smiths | -             | 2011年11月7日 | 2011年11月30日 | 2    | 15/15/M                         | イギリス・オーストラリアのみで発売されたクリスマス・スペシャルで、"The Most Adequate Christmas Ever"と "Rapture's Delight"の2話が収録されている |
| Vol.7                     | 2012年4月17日 | 2012年5月14日 | 2012年5月16日  | 19   | 15/15/M                         | 第7シーズン全19話分が収録された3枚組のDVDBOX。いくつかの回のオーディオコメンタリのほか、未公開シーン、コミコン2010でのアメリカン・ダッドのパネル、 "I ❤ Sir Patrick Stewart"も収録されている。 |
| Vol.8                     | 2013年9月24日 | 2013年8月5日  | 2013年8月21日  | 18   | 15/15/M                         | 第8シーズン全18話収録された3枚組のDVDBOX。 |